# Maria Musso
Maria Musso (Torino, 14 settembre 1931 – Torino, 31 gennaio 2024) è stata una velocista, ostacolista e multiplista italiana.

## Biografia
Nel 1952 prese parte ai Giochi olimpici di Helsinki, dove fu però eliminata nelle fasi eliminatorie degli 80 metri ostacoli. Nel 1954 fu medaglia di bronzo ai campionati europei di Berna nella staffetta 4×100 metri.
Nel 1956 ai Giochi olimpici di Melbourne si classificò quinta nella staffetta, mentre non arrivò alle semifinali dei 100 metri piani.
Tra il 1945 e il 1957 fu sei volte campionessa italiana assoluta: due negli 80 metri ostacoli, una nel salto in lungo e tre nel pentathlon.
Maria Musso morì il 31 gennaio 2024, nella sua casa a Torino.

## Vita privata
Fu sposata per 60 anni con Enzo, un generale dell'esercito italiano, che la lasciò vedova nel 2013.

## Record nazionali
- Pentathlon (200 m - 80 m hs - alto - lungo - peso):
  - 3 398 p.[2] ( Torino, 9 ottobre 1949)
  - 4 007 p.[2] ( Napoli, 10/11 ottobre 1953)[3]
  - 4 110 p.[2] (4 065 p.[4]) ( Torino, 30/31 luglio 1955)[3]

## Palmarès
| Anno | Manifestazione  | Sede      | Evento      | Risultato | Prestazione  | Note |
| ---- | --------------- | --------- | ----------- | --------- | ------------ | ---- |
| 1952 | Giochi olimpici | Helsinki  | 80 m hs     | Batteria  | 11"9 (12"17) |      |
| 1954 | Europei         | Berna     | 4×100 m     | Bronzo    | 46"6         |      |
| 1956 | Giochi olimpici | Melbourne | 100 m piani | Batteria  | 12"2 (12"40) |      |
| 1956 | Giochi olimpici | Melbourne | 4×100 m     | 5ª        | 45"7 (45"90) |      |

## Campionati nazionali
- 2 volte campionessa italiana assoluta degli 80 m ostacoli (1950, 1957)
- 1 volta campionessa italiana assoluta del salto in lungo (1954)
- 3 volte campionessa italiana assoluta del pentathlon (1953, 1957, 1959)

1950
- Oro ai campionati italiani assoluti, 80 m hs - 11"9

1953
- Argento ai campionati italiani assoluti, 80 m hs - 12"0
- Oro ai campionati italiani assoluti, pentathlon - 4 007 p.
- Argento ai campionati italiani assoluti, salto in lungo - 5,26 m

1954
- Oro ai campionati italiani assoluti, salto in lungo - 5,39 m

1955
- Argento ai campionati italiani assoluti, 80 m hs - 11"3
- Argento ai campionati italiani assoluti, salto in lungo - 5,50 m

1957
- Oro ai campionati italiani assoluti, 80 m hs - 11"5
- Oro ai campionati italiani assoluti, pentathlon - 3 995 p.

1959
- Oro ai campionati italiani assoluti, pentathlon - 3 945 p.